# Sergio Mantegazza
Sergio Mantegazza (Lugano, 31 ottobre 1927 – Lugano, 13 febbraio 2024) è stato un imprenditore svizzero, presidente e proprietario di Globus, una società internazionale di viaggi. Secondo Forbes, all'inizio del 2023 era tra le persone più ricche della Svizzera con un patrimonio netto di 2,7 miliardi di dollari.

## Biografia

### Origini
Sergio Mantegazza nacque il 31 ottobre 1927 a Lugano, in Svizzera, figlio di Antonio e Angelina Mantegazza nonché fratello di Geo Mantegazza. Studiò all'Istituto Elvetico e alla Gademann Business School.

### Carriera
Da giovane, dopo aver lasciato gli studi, Mantegazza sviluppò capacità imprenditoriali lavorando nell'azienda di famiglia. Fondata dal padre Antonio nel 1928, Globus Viaggi iniziò inizialmente con un'unica gondola per il trasporto di turisti e merci attraverso e intorno al lago di Lugano, in Svizzera. Sempre il padre Antonio acquisì poi una flotta di 12 pullman per trasportare i turisti nella zona. Nel 1950 la società arrivò a gestire 33 pullman con l'aggiunta di escursioni notturne a Roma, Venezia e Costa Azzurra.
Globus gestì tour circolari per fornire un'esperienza di viaggio più completa ai propri clienti, con l'opzione anche di vacanze europee economiche in pullman. Successivamente fu introdotto il concetto di "Grand European Touring" offrendo tour europei di prima classe ai turisti.
Nel 1961 il gruppo Globus lanciò Cosmos Holidays nel Regno Unito e pacchetti di vacanze aeree nel sud Europa. Ciò portò anche ad altre destinazioni come Canada, Australia e Nuova Zelanda.
Alla fine degli anni '60, Monarch Airlines fu finanziata dalla Globus Partners. Questa compagnia aerea, fondata da due uomini d'affari britannici, Bill Hodgson e Don Peacock, operava indipendentemente da Globus Getaway Holidays. Monarch Airlines, in collaborazione con Cosmos, fu pioniera delle vacanze organizzate e dei voli charter nel Regno Unito.
Sergio Mantegazza assunse la presidenza di Globus nel 1975 e ampliò l'attività di viaggi e tour, introducendo pacchetti di viaggio in Africa, Australia e Sud America. Globus lanciò anche la sua società nordamericana Group Voyagers, supervisionando le operazioni di tournée negli Stati Uniti e il mercato americano per i marchi Globus e Cosmos. Nel 2003 furono creati anche Avalon Waterways e Monograms, incentrati su viaggi indipendenti e crociere fluviali.

### Il problema del deficit pensionistico
Nell'ottobre 2014, nonostante un'iniezione personale di 180 milioni di dollari nell'attività, emerse che la famiglia Mantegazza consentì lo sviluppo di un deficit pensionistico di 220 milioni di sterline, costringendola a vendere Monarch Airlines a Capitale Greybull per una sterlina. Questo accordo comportò il trasferimento del regime pensionistico dell'azienda nel fondo di protezione pensionistico (PPF) legale, facendo sì che le prestazioni pensionistiche di 70 piloti Monarch fossero influenzate dal limite di compensazione PPF. La relazione statutaria del regolatore delle pensioni concluse successivamente che la maggior parte dei membri del regime riceveva il 90% o più dei propri benefici. Tuttavia, l'accordo fu comunque criticato da The Guardian, sostenendo che i piani pensionistici dei piloti fossero stati "distrutti"; Frank Field, politico inglese e presidente del comitato ristretto per il lavoro e le pensioni, dichiarò in una lettera al Pension Protection Fund che "rispetto alle centinaia di milioni di sterline di debito da cui venivano liberati, l'accordo [pensionistico] era buono solo per i Mantegazza".
Inoltre, nel 2021, la corte d'appello dichiarò illegittimo il tetto pensionistico PPF. Le conseguenze di questa sentenza significarono che le azioni di Mantegazza e successivamente di Greybull costarono al contribuente milioni aggiuntivi.

### Morte
Sergio Mantegazza morì a Lugano il 13 febbraio 2024, all'età di 96 anni.

## Vita privata
Fu sposato con Aristela Hernandez, una spagnola delle isole Canarie, che gli diede tre figli; uno di essi, Paolo, si tolse la vita negli anni Duemila. Possedeva un super-yacht di 64 metri chiamato "Lady Marina" , dove venne ospitata anche Tina Turner, nonché consistenti immobili residenziali e commerciali a Lugano, in Svizzera.